# سید عبدالحسین لاری
سید عبدالحسین موسوی نجفی لاری (زادهٔ ۲۰ دی ۱۲۲۶ در نجف، درگذشتهٔ ۱۹ اردیبهشت ۱۳۰۳ در جهرم) از روحانیون و مجتهدین جنوب کشور و از طرفداران مشروطه بود که در جریان جنگ عشایر جنوب ایران با نیروهای انگلیسی در جنگ جهانی اول نقش عمده‌ای داشت.
وی دارای ۳ فرزند پسر به نام‌های سید علی اکبر آیت‌اللهی، سید علی اصغر آیت‌اللهی و سید عبدالمحمد آیت‌اللهی و ۷ فرزند دختر بود.

## ولادت و تحصیلات
سید عبدالحسین نجفی لاری اصالتاً اهل دزفول و از سادات محله شاه رکن الدین است. وی متولد سوم ماه صفر ۱۲۶۴ قمری/دی ۱۲۲۶ خورشیدی در نجف است. تحصیلات خود را نزد علمایی همچون میرزای شیرازی، شیخ محمدحسین کاظمی و ملا لطف‌الله مازندرانی گذراند و در سن بیست و دو سالگی به درجه اجتهاد نایل شد. وی تا چهل و پنج سالگی در شهر نجف اقامت داشته و به عنوان یکی از اساتید حوزه علمیه نجف مطرح بوده‌است.

## مهاجرت از نجف به لار
در اواخر عصر ناصرالدین شاه قاجار، اختلافات شدید حکام محلی و ناامنی‌های برآمده از آن و همچنین تعدیات مالیاتی دیوانیان، موجب شد که بزرگان منطقه لارستان فارس با گسیل هیأتی به عراق از میرزای حسن شیرازی، درخواست نمایند که مجتهدی را به منطقه آنان بفرستد تا مدیریت جامعه اسلامی را در لارستان بر عهده گیرد.
بنابراین، با نظر میرزای شیرازی، در سال ۱۳۰۹ قمری سید عبدالحسین، نجف اشرف را ترک می‌کند و به لارستان می‌رود.

## مهمترین اقدامات در لارستان
ارتباط او با نیروهای انقلابی بوشهر و فارس بیانگر نقش او در انقلاب مشروطه در فارس است. بالیوز انگلیسی او را آغازگر نهضت جنوب ایران معرفی کرده‌است.

## فعالیت‌های سیاسی
او با انتشار رساله سیاسی آیات الظالمین در ۱۳۱۴ ه‍ ق /۱۸۹۷ م، موضع‌گیری خود را به عنوان یک روحانی اصول‌گرا و مخالف با مشروعیت سلطنت اعلام کرد. نقش او و نیروهایش در این درگیری‌ها به گونه‌ای بود که مجلس شورای ملی تا چند هفته، مذاکرات گوناگونی پیرامون «سید» و ورودش به شیراز را به انجام رسانید. حضور نه ماهة او و نیروهایش در شیراز، همکاری نزدیک با صولت‌الدوله قشقایی و نیروهای انقلابی شیراز و بوشهر و تشکیل «انجمن انصار» که یکی از مؤثرترین انجمن‌های متشکله در شیراز محسوب می‌شد، باعث گردید تا او به عنوان رهبری قدرتمند در فارس مطرح شود.
هنگامی که زمزمه «مشروعه‌خواهی» در تهران بالا گرفت، با انتشار سومین رساله سیاسی خویش با عنوان «مشروطه مشروعه» در حمایت از «مجلس ملی احبا» و جناح «مشروطه خواهان» موضع‌گیری سیاسی خود را در گرایش‌های سیاسی جدید نشان داد. او تنها روحانی محدوده جنوب ایران محسوب می‌شد که با انتشار رسایل سیاسی در مشاجرات فکری شرکت می‌کرد.
به این ترتیب او حمایت بخش گسترده‌ای از اقشار اجتماعی جنوب ایران حدفاصل بوشهر تا کرمان را به دست آورد و در دوره استبداد صغیر به عنوان یکی از چهره‌های مهم مذهبی – سیاسی جنوب ایران مطرح شد.
بین سال‌های ۱۳۲۷ هجری/۱۹۰۹ م تا ۱۳۳۲ هجری/۱۹۱۴ م، در منطقه جنوب کشور، سید عبدالحسین لاری و صولت‌الدوله قشقایی و چریک‌های لارستان و تنگستانی‌ها در یک جناح قرار گرفتند و نیروهای ایلات خمسه به رهبری قوام الملک، سردار اسعد بختیاری و بریتانیا در جناح دیگر قرار گرفته و دوره‌ای از آشوب و شورش پدیدآمد.
در آستانه سال ۱۳۳۲ هجری/۱۹۱۴ م، نیروهای دولت مشروطه به رهبری قوام، شهر لار را تسخیر کردند و «سید» و یارانش از این شهر خارج شدند. وی تا پایان عمر – ۱۳۴۲ قمری – به حالت تبعید در فیروزآباد و جهرم به سر برد.
صدور حکم جهاد توسط او در اول شعبان ۱۳۳۶ قمری/حدود ۲۱ اردیبهشت ۱۲۹۷ علیه انگلیس، در جنگ جهانی اول، زمینه ساز مبارزات مردم جنوب و به ویژه قشقائی‌ها ضد اشغالگران محسوب می‌شود.
ملک‌الشعرای بهار در ترانه‌ای دربارهٔ او می‌سراید:
| یک چند شد از جفای اشرار |  | بنیاد بقای ما نگونسار  |
| تا آنکه مجاهدان دانا    |  | ما را گشتند ناصر و یار |
| صمصام برآمد از سپاهان   |  | سید عبدالحسین از لار   |

## نماز جمعه
وی از اولین کسانی بود که در لار و همچنین در جهرم نماز جمعه اقامه کرد سید عبدالحسین نجفی لاری در مسجدامام حسین(ع) جهرم  اولین نماز جمعه آن شهر را اقامه کرد.

## شاگردان
- عبدالحمید مهاجری
- محمدتقی معروف به حاج ملاباشی
- ملاغلامرضا جهرمی
- محمدهاشم لاری
- محمد جویمی
- سیدعبدالحسین مهری
- زکریا انصاری
- سید عبدالباقی شیرازی
- سید مرتضی مجتهد اهرمی

## درگذشت

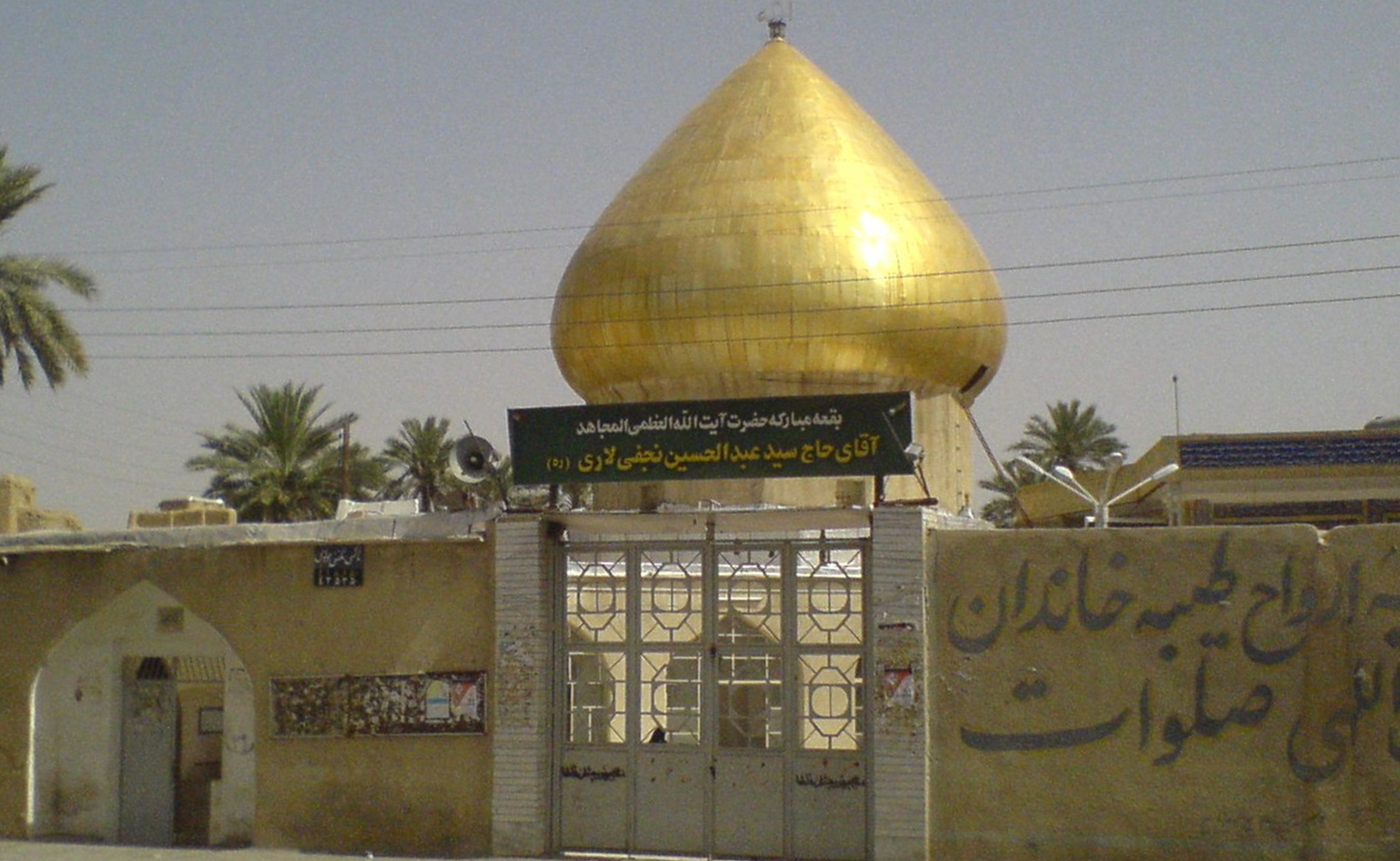
مقبره سید عبدالحسین لاری در جهرم

سید عبدالحسین لاری در روز جمعه چهارم شوال ۱۳۴۲ قمری (۱۹ اردیبهشت ۱۳۰۳ شمسی) پس از شش سال اقامت در جهرم در همانجا درگذشت و مدفون گردید.

## آثار
- معارف السلمانی بمراتب الخلفاءالرحمانی
- رساله در عقوبت حب دنیا
- اکسیرالسعادة فی اسرارالشهاده
- استخاره نامه - آیات الظالمین
- رساله و جیزه در کیفیت علم امام علیه السلام
- قانون در اتحاد دولت و ملت
- قانون مشروطه مشروعه
- هدایت الطالبین
- تعلیقات المکاسب
- کتاب الاصول
- حاشیه بر فرائدالاصول شیخ انصاری
- حاشیه بر شرح کبیر
- حاشیه بر قوانین الاصول[۴]